# Notodiaptomus deitersi
Notodiaptomus deitersi is een eenoogkreeftjessoort uit de familie van de Diaptomidae. De wetenschappelijke naam van de soort is voor het eerst geldig gepubliceerd in 1891 door Poppe.